# Heinrich von Orsini-Rosenberg
Heinrich Reichsfürst von Orsini-Rosenberg (* 25. Juni 1848 auf Schloss Welzenegg, Klagenfurt; † 13. Februar 1929 ebenda) war ein österreichischer Titularfürst, Großgrundbesitzer und Politiker aus dem Adelsgeschlecht Orsini-Rosenberg.

## Leben
Orsini-Rosenberg war der Sohn des Herrschaftsbesitzers Ferdinand Reichsfürst von Orsini-Rosenberg (1790–1859) und dessen Ehefrau Ottilie geborene Gräfin Wurmbrand (1819–1892). Friedrich Sigismund (1801–1887) war sein Onkel. Er war römisch-katholisch und heiratete am 12. Februar 1873 Anna Freiin Kulmer von Rosenpichl und Hohenstein (* 5. November 1852; † 8. April 1936). Aus der Ehe gingen drei Töchter und ein Sohn hervor.
Orsini-Rosenberg studierte Rechtswissenschaft und wurde zum Dr. jur. promoviert. Da beide älteren Brüder jung verstarben, erbte er den Fideikommiss Welzenegg, Grafenstein/Grabštanj (Bez. Klagenfurt-Land) und die weiteren väterlichen Besitzungen. Von 1883 bis 1920 war er Präsident des Kärntner Landes- und Frauenhilfsvereins vom Roten Kreuz. Er ist in der Familiengruft St. Philippen ob Sonnegg, Bez. Völkermarkt begraben.

## Politik
Am 18. April 1861 wurde ihm die erbliche Reichsratswürde verliehen. Am 12. Dezember 1872 nahm er seinen Sitz im Herrenhaus des Reichsrats wahr.
Vom 24. September 1878 bis zum 29. September 1915 war er Abgeordneter im Kärntner Landtag. Er gehörte dem Klub Verfassungstreuer Großgrundbesitz an. Im Landtag war er in der
- V. Wahlperiode (1878–1884): Mitglied des volkswirtschaftlichen Ausschusses
- VI. Wahlperiode (1884–1890): Mitglied des volkswirtschaftlichen, des Bau-, des juridisch-politischen und des Jubiläumsausschusses
- VII. Wahlperiode (1890–1896): Obmann des juridisch-politischen Ausschusses, Mitglied der Sonderausschüsse zur

Drauregulierung und zur Landtagswahlrechtsreform
- VIII. Wahlperiode (1897–1902): Mitglied des juridisch-politischen und des Wahlreformausschusses
- IX. Wahlperiode (1903–1909): Mitglied des juridisch-politischen Ausschusses
- X. Wahlperiode (1909–1915): Mitglied des Rechtsausschusses

## Auszeichnungen
- 1907 Orden der Eisernen Krone I. Klasse, 1878
- Ernennung zum k.k. Kämmerer
- 1898 Ernennung zum Wirklichen Geheimen Rat